# Boletellus obscurecoccineus
Boletellus obscurecoccineus (возможное русское название — «Болетеллус ревенный») — гриб рода Boletellus семейства болетовых (Boletaceae). 

## Описание
Шляпка полушаровидная или выпуклая, около 7 см в диаметре, темно-красного цвета. Кожица шляпки иногда с возрастом растрескивается.
Мякоть жёлтая.
Ножка 9,5 см длиной и 2 см в диаметре, красноватая, в верхней части желтоватая, покрыта чешуйками, без кольца.
Трубчатый слой жёлтый, иногда синеет при повреждении.
Споровый порошок темно-коричневый, споры светло-желтые, 14,5-19,5 × 6-7,5 мкм.

## Распространение
Растёт в Австралии, Корее, Африке, Японии, на Тайване, на острове Ява.

## Пищевые качества
Пищевые качества гриба неизвестны.